# (4063) Euforbo
(4063) Euforbo (1989 CG2) – planetoida z grupy trojańczyków okrążająca Słońce w ciągu 11,76 lat w średniej odległości 5,17 j.a. Odkryta 1 lutego 1989 roku.